# Anti-Defamation League
Anti-Defamation League este o organizație americană cu sediul în New York City, care activează contra discriminării și defăimării evreilor. Se autodescrie ca organizație pentru drepturile omului. A fost înființată în anul 1913 la Chicago.